# Лопухова, Ольга Борисовна (актриса)
Ольга Борисовна Лопухова (род. 12 июня 1952, Тамбов) — российская актриса и педагог, артистка Русского драматического театра Республики Башкортостан. Народная артистка Республики Башкортостан (1993). Член Союза театральных деятелей (1980).

## Биография
Лопухова Ольга Борисовна родилась 12 июня 1952 года в г. Тамбов.
В 1976 году окончила Воронежский институт искусств (педагог В. Н. Дубинский). По окончании института работала в Воронежском ТЮЗе.
В дальнейшем работала в театрах:
- с 1977 года — в Таганрогском драматическом театре;
- с 1980 года — в Республиканском русском драматическом театре в г. Грозном;
- с 1981 года — в Русском драматическим театре РБ в Уфе.

Преподавала в Уфимской государственной академии искусств имени Загира Исмагилова.

## Роли
- Надежда («Последние», М. Горький; дебют, 1976, Воронежский ТЮЗ)
- Шарлотта («Вишнёвый сад», А. П. Чехов)
- Елена Андреевна («Дядя Ваня»; А. П. Чехов)
- Агафья Тихоновна («Женитьба», Н. В. Гоголь)
- Коринкина («Без вины виноватые», А. Н. Островский)
- Людмила («Люти», А. Дударев,
- Таня («Группа», А. Галин)
- Софья Коломийцева («Последние», М. Горький)
- Шамраева («Чайка», А. П. Чехов)

и другие.

## Награды и звания
- Заслуженная артистка Башкирской АССР (1988)
- Народная артистка Республики Башкортостан (1993)
- Медаль «За веру и добро» (награждена губернатором Кемеровской области Аманом Тулеевым по итогам проекта «Театральный перевал-2012»)